# Bosque Caledonio
El Bosque Caledonio es el nombre de un tipo de bosque que una vez cubrió vastas zonas de Escocia. Hoy, sin embargo, solo el 1% de los bosques originales sobrevive, y cubre 180 kilómetros cuadrados (44.000 acres) en 84 localidades. Los bosques son el hogar de una gran variedad de vida silvestre, mucha de la cual no se encuentra en otras partes de las islas británicas.
Los bosques de Caledonia se formaron al final de la última edad de hielo. Los árboles empezaron a recolonizar lo que hoy constituye las islas británicas durante un puente de tierra que ahora está bajo el Canal de la Mancha. Los bosques de este tipo se encontraron en todo lo que hoy es la isla de Gran Bretaña por un breve período, antes de que el clima comenzara a calentar lentamente y los pinares se retiraran hacia el norte en las tierras altas escocesas, el último remanente de región climática adecuada para ellos en las islas británicas.